# Taeniophyllum macranthum
Taeniophyllum macranthum är en orkidéart som beskrevs av Rudolf Schlechter. Taeniophyllum macranthum ingår i släktet Taeniophyllum och familjen orkidéer. Inga underarter finns listade i Catalogue of Life.